# Anne Vanderlove

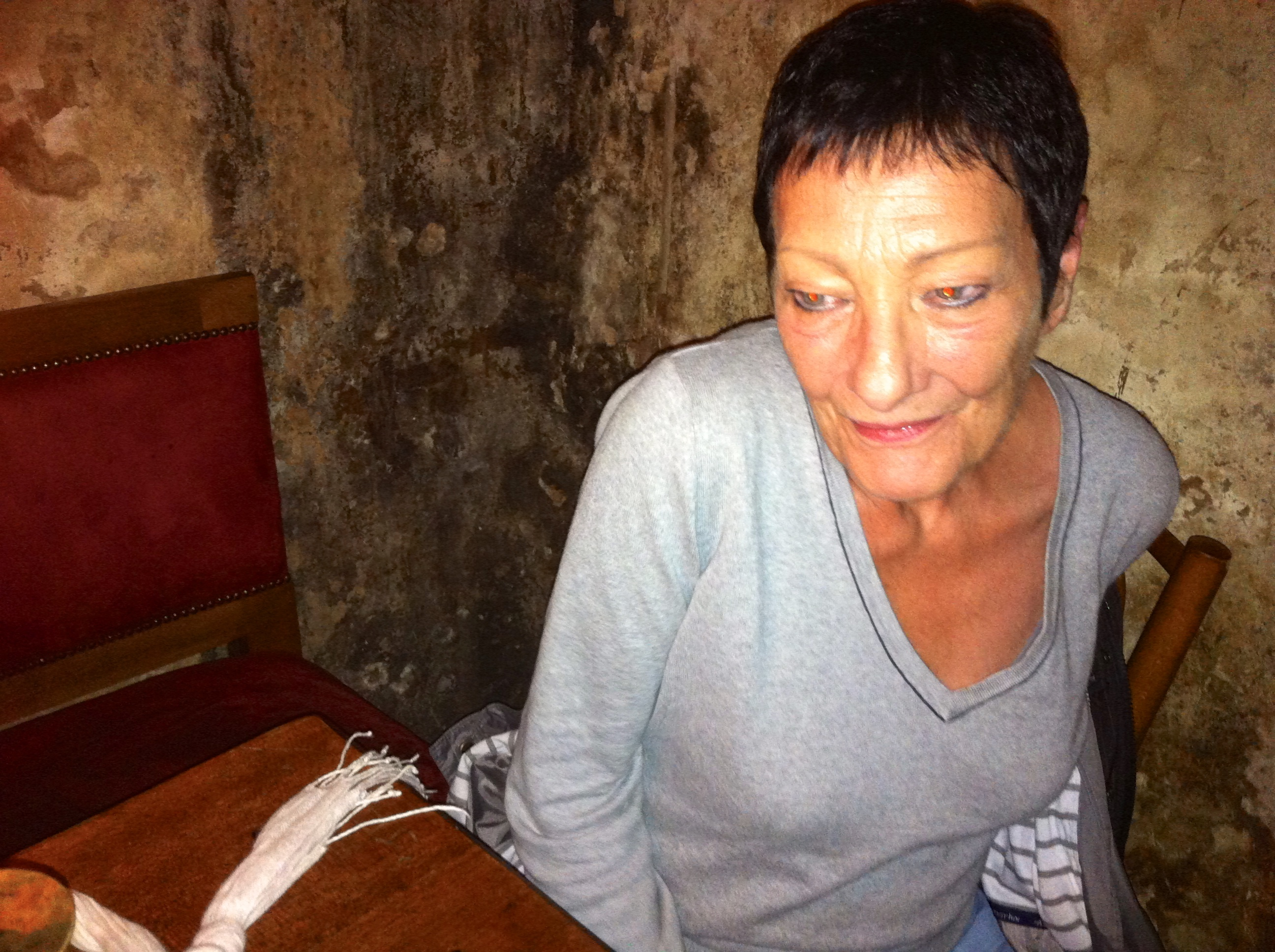
Anne Vanderlove (2013)

Anne Vanderlove (* 11. Dezember 1943 in Den Haag; † 30. Juni 2019 im Finistère) war eine französische Sängerin und Songwriterin.

## Werdegang
Vanderlove wuchs nach der Trennung ihrer Eltern bei den Großeltern mütterlicherseits in der Bretagne auf. Ihr erster großer Erfolg war 1967 das melancholische Chanson Ballade en novembre. Kurz danach erschien das gleichnamige Album. La vie s'en va erhielt 1981 den Oscar de la chanson française. Vanderlove zog sich zeitweilig aus familiären Gründen aus dem Musikgeschäft zurück, produzierte aber ab 1997 wieder Tonträger.
Einige ihrer Chansons hat die Liedermacherin Joana Emetz auch auf Deutsch gesungen, nachgedichtet von Frank Zieboltz. (Solange man lebt/Dites-moi, November-Ballade/Ballade en Novembre)
Die Sängerin engagierte sich für zahlreiche humanitäre Initiativen.

## Tonträger (Auswahl)
- « Ballades en novembre »
- « Les souvenirs »
- « La vie s'en va »
- « La folle du bout du quai»
- « Tous les bateaux »
- « Bleus »
- « Silver »
- « Escales »
- « Femme de légende »
- « Ses plus belles chansons »
- « La Renverse »
- « Anne Vanderlove For Ever »

## Preise
- Grand Prix de l'Académie de la chanson française
- Rose d’Or d’Antibes
- Oscar de la Chanson Française
- Trophée 1982 du Festival Mondial de la Chanson d'Antibes-Juan-Les-Pins
- Diplôme du Haut Commissariat à la langue française    1982